# Ernst Moeller (Architekt)
Ernst Moeller, auch Ernst Möller, (* 12. August 1858 in Artlenburg; † 2. Dezember 1936 in Hannover) war ein deutscher Architekt und preußischer Baubeamter.

## Leben
Ernst Moeller studierte von 1876 bis 1883 an der Polytechnischen Schule bzw. Technischen Hochschule Hannover, unter anderen bei Conrad Wilhelm Hase. In dieser Zeit trat er 1881 sowohl der hannoverschen Bauhütte zum weißen Blatt bei wie auch der Hamburger Bauhütte.
1887 wurde er zum Regierungsbaumeister (Assessor im öffentlichen Bauwesen) ernannt.
Anfänglich arbeitete Moeller anscheinend bei der großherzoglich mecklenburgischen General-Eisenbahn-Direction in Schwerin, später trat in den Dienst der Preußischen Staatseisenbahnen, zunächst wohl bei der Eisenbahndirektion Altona. Moeller leitete die technische Ausführung wichtiger Bahnhofsbauten wie zum Beispiel Schwerin Hauptbahnhof (1890), Hamburg Dammtor (1903), Hamburg Hauptbahnhof (1906) und Lehe (1914). Ende 1905 wurde er als Eisenbahn-Bauinspektor zum „Baurat mit dem persönlichen Range der Räte IV. Klasse“ ernannt.
1907 schließlich stieg Moeller in den Rang eines Oberregierungs- und Baurats bei der Eisenbahndirektion Hannover auf. Nach dem Übergang der Ländereisenbahnen auf das Reich war er bei der Deutschen Reichsbahn tätig und ging 1924 in den Ruhestand.

## Bauten
- 1889–1890: Schwerin Hauptbahnhof[5]
- 1891–1893: Schloss Seedorf

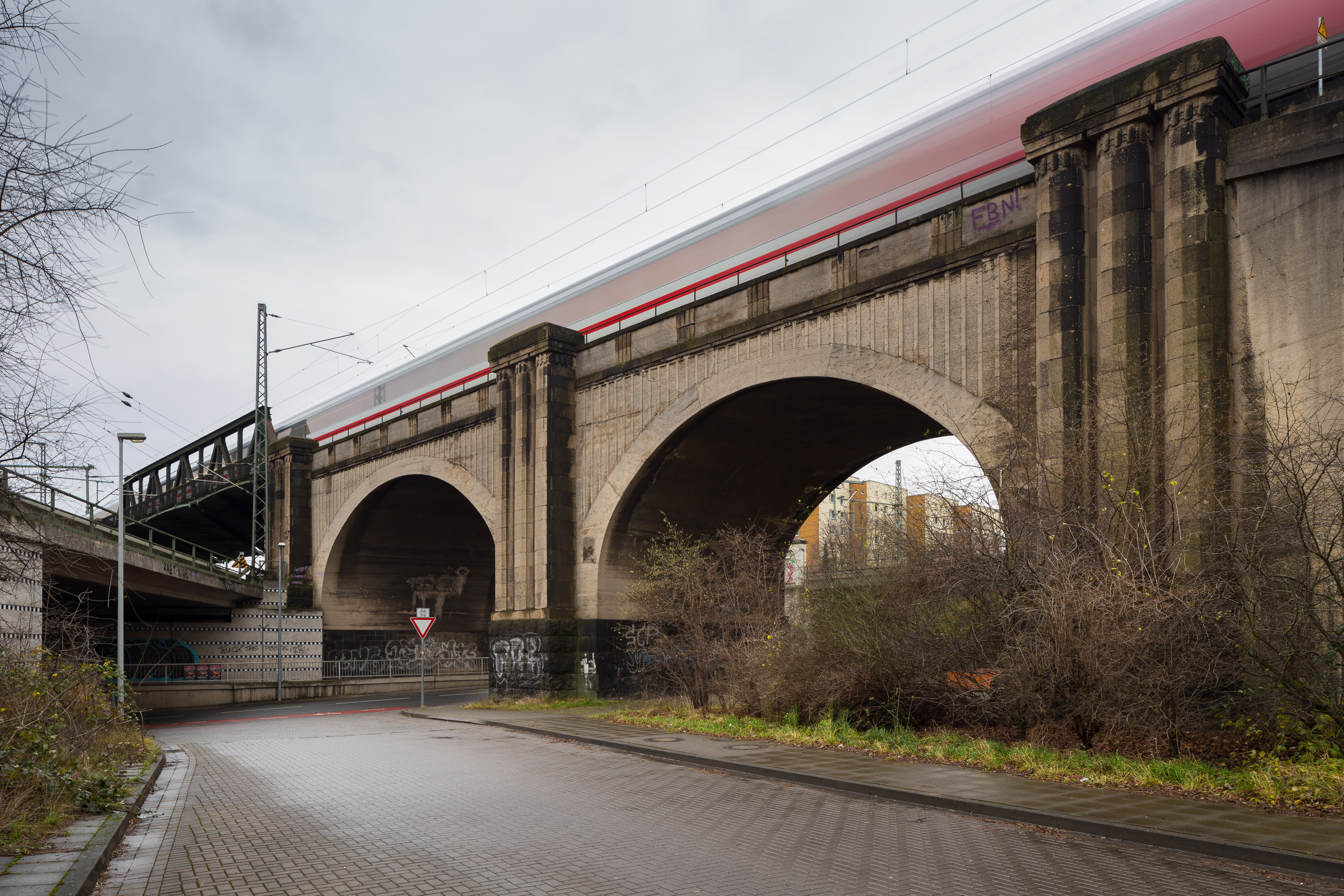
1909–1910 erbaute Eisenbahnbrücken über die Schaumburgstraße in Hannover

- 1900–1906: Hamburg Hauptbahnhof
Bei dem im Jahr 1900 durchgeführten Architektenwettbewerb wurde der von Moeller eingereichte Entwurf mit dem Motto „Sprich für mich“ mit einem von zwei 2. Preisen zu 8.000 Mark ausgezeichnet. (Ein 1. Preis wurde nicht vergeben, vier Entwürfe wurden prämiert, drei Entwürfe angekauft.) In den endgültigen, von 1903 bis 1906 ausgeführten Entwurf floss die Grundrisslösung Moellers ein. Die architektonische Gestaltung stammte aber von Heinrich Reinhardt und Georg Süßenguth (Berlin-Charlottenburg), die den anderen 2. Preis im Wettbewerb bekommen hatten. Moeller war als Mitarbeiter der zuständigen Eisenbahndirektion Altona an der Bauausführung beteiligt.[1][6]
- 1909–1910: drei Eisenbahnbrücken über die Schaumburgstraße in Hannover-Burg bzw. Hannover-Leinhausen („[…] wohl nach Entwurf des Baurats Möller“[7])
- 1913: Fabrikgebäude für die Druckerei der Eisenbahndirektion in Hannover, Kestnerstraße 50 (heutige Hausnummer) (erhalten; spätestens 2017: Deutsche Bahn Kommunikationstechnik GmbH)[1]